# Xixiasaurus henanensis
Lo xixiasauro (Xixiasaurus henanensis) è un dinosauro carnivoro teropode, appartenente ai troodontidi. Visse nel Cretaceo superiore (Coniaciano/Campaniano, circa 82 milioni di anni fa) e i suoi resti sono stati ritrovati in Cina.

## Descrizione
Conosciuto per uno scheletro incompleto comprendente un cranio parziale e una zampa anteriore, questo dinosauro doveva possedere un corpo piuttosto snello e un collo lungo e sottile. La lunghezza dell'animale doveva aggirarsi intorno ai due metri. Il cranio, basso e lungo, era dotato di numerosi piccoli denti aguzzi che, al contrario di quanto avviene normalmente nei dinosauri carnivori, non avevano il margine seghettato. 

## Classificazione

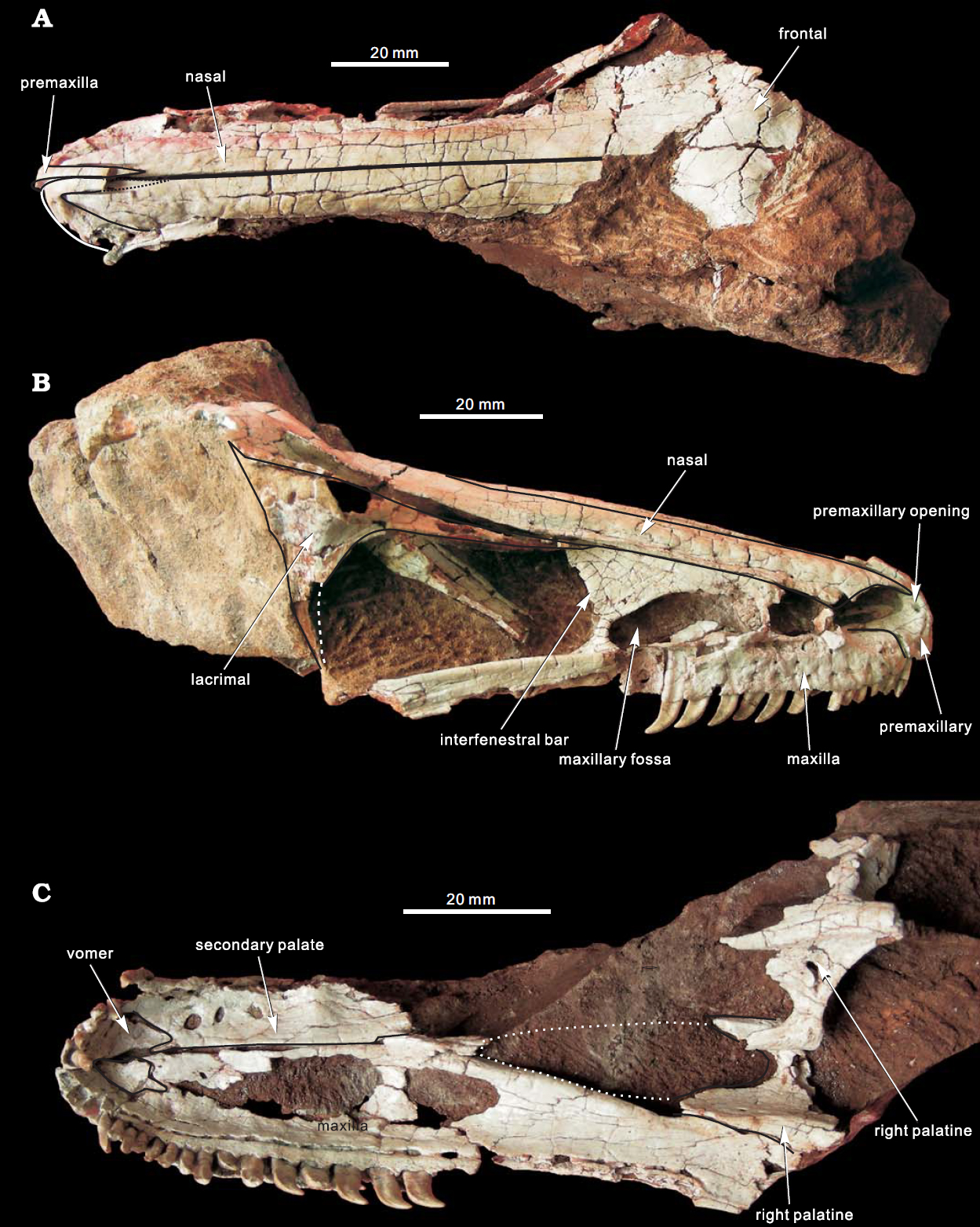
Fossile della mascella di Xixiasaurus henanensis

Lo xixiasauro è stato descritto per la prima volta nel 2010, ed è stato attribuito alla famiglia dei troodontidi, piccoli carnivori particolarmente diffusi nel Cretaceo superiore e posti vicino all'origine degli uccelli. Le caratteristiche della mascella di Xixiasaurus lo avvicinano al genere Urbacodon, i cui resti sono stati ritrovati in Asia centrale, così come al troodontide della Mongolia Byronosaurus; come Xixiasaurus, entrambi questi animali possedevano denti non seghettati.